# Olympische Sommerspiele 1932/Leichtathletik – 10.000 m (Männer)

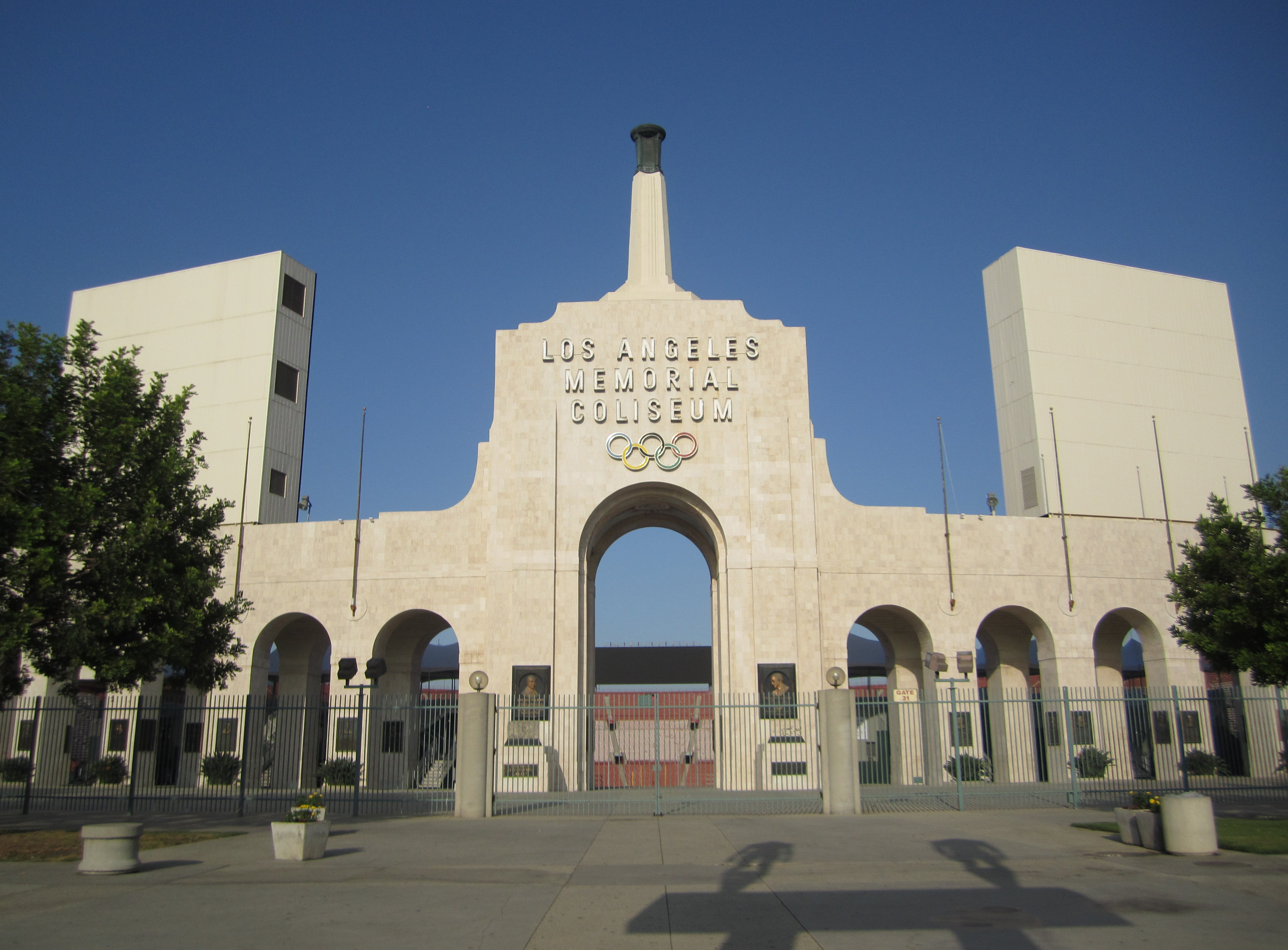
Eingang zum Los Angeles Memorial Coliseum

Der 10.000-Meter-Lauf der Männer bei den Olympischen Spielen 1932 in Los Angeles wurde am 31. Juli 1932 im Los Angeles Memorial Coliseum ausgetragen. Sechzehn Athleten nahmen teil.
Olympiasieger wurde der Pole Janusz Kusociński vor den beiden Finnen Volmari Iso-Hollo und Lauri Virtanen.

## Rekorde

### Bestehende Rekorde
| Weltrekord         | 30:06,2 min | Paavo Nurmi ( Finnland) | Kuopio, Finnland          | 31. August 1924 |
| Olympischer Rekord | 30:18,8 min | Paavo Nurmi ( Finnland) | OS Amsterdam, Niederlande | 29. Juli 1928   |

### Rekordverbesserung
Der polnische Olympiasieger Janusz Kusociński verbesserte im Rennen am 31. Juli den olympischen Rekord um 7,4 Sekunden auf 30:11,4 min. Den Weltrekord verfehlte er um 5,2 Sekunden.

## Durchführung des Wettbewerbs
Es gab keine Vorläufe. Alle sechzehn Läufer traten am 31. Juli gemeinsam zum Finale an.

## Das Rennen
Datum: 1. August 1932
| Platz | Name                 | Nation          | Zeit        | Anmerkung |
| ----- | -------------------- | --------------- | ----------- | --------- |
| 1     | Janusz Kusociński    | Polen           | 30:11,4 min | OR        |
| 2     | Volmari Iso-Hollo    | Finnland        | 30:12,6 min |           |
| 3     | Lauri Virtanen       | Finnland        | 30:35,0 min |           |
| 4     | John Savidan         | Neuseeland      | 31:09,0 min |           |
| 5     | Max Syring           | Deutsches Reich | 31:35,0 min |           |
| 6     | Jean-Gunnar Lindgren | Schweden        | 31:37,0 min |           |
| 7     | Juan Morales         | Mexiko          | 32:03,3 min |           |
| 8     | Clifford Bricker     | Kanada          | k. A.       |           |
| 9     | Kitamoto Masamichi   | Japan           | k. A.       |           |
| 10    | Shoichiro Takenaka   | Japan           | k. A.       |           |
| 11    | José Ribas           | Argentinien     | k. A.       |           |
| 12    | Fernando Cicarelli   | Argentinien     | k. A.       |           |
| 13    | Adalberto Cardoso    | Brasilien       | k. A.       |           |
| DNF   | Louis Gregory        | USA             |             |           |
| DNF   | Thomas Ottey         | USA             |             |           |
| DNF   | Eino Pentti          | USA             |             |           |

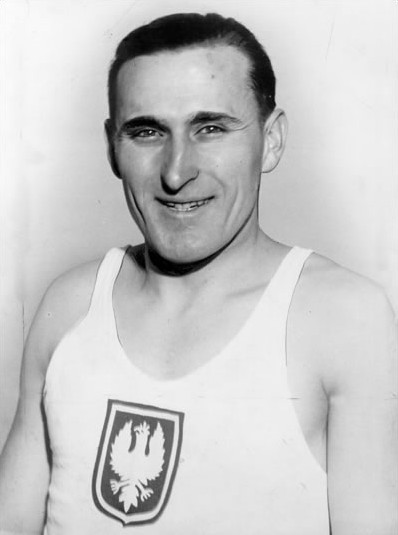
Olympiasieger Janusz Kusociński

Im Juni des Olympiajahres hatte der Pole Janusz Kusociński mit 8:18,8 min Paavo Nurmis Weltrekord über 3000 Meter verbessert und sich damit als Mitfavorit für die Langstrecken dieser Spiele ins Gespräch gebracht. Seit vielen Jahren hatte es eine große Dominanz der Läufer aus Finnland auf diesen Distanzen gegeben, die nun in Gefahr geriet. Ziemlich bald nach dem Start setzten sich die beiden Finnen Volmari Iso-Hollo und Lauri Virtanen zusammen mit Kusociński mit hohem Tempo vom restlichen Feld ab. Wie später auch über 5000 Meter musste Virtanen schon vor der eigentlichen Endphase abreißen lassen, hatte aber keine Probleme, sich die Bronzemedaille zu sichern. In der Zielkurve entschied Kusociński mit einem entschlossenen Antritt das Rennen für sich und verbesserte mit 30:11,4 min Nurmis olympischen Rekord um mehr als sieben Sekunden. Alle drei US-amerikanischen Teilnehmer waren auch vor heimischem Publikum chancenlos und gaben das Rennen auf.
Janusz Kusociński erlief den ersten Olympiasieg eines polnischen Mannes in der Leichtathletik. Nach vier finnischen Siegen in den ersten vier olympischen Finals war es zudem der erste Sieg eines Läufers, der nicht aus Finnland kam.

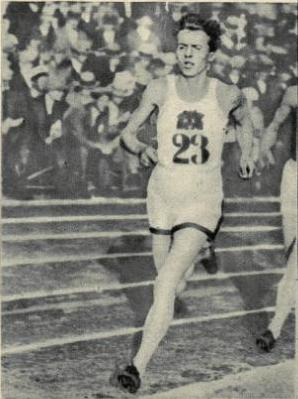
Silber gab es für Volmari Iso-Hollo – sechs Tage später Olympiasieger über 3000 Meter Hindernis
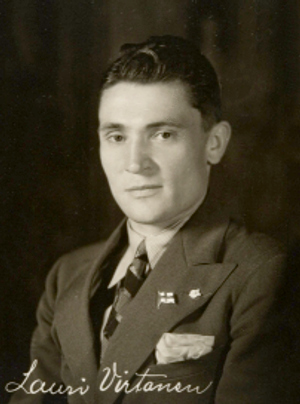
Lauri Virtanen errang wie fünf Tage später über 5000 Meter Bronze